# Седмица на модата (Милано)
Миланската Седмица на модата (на италиански: Settimana della moda) е изложба на облекло, която се провежда веднъж на шест месеца в Милано, Италия. Есенно-зимното събитие се провежда през февруари-март всяка година, а пролетно-летните модни колекции се представят през септември-октомври.

## История
Миланската Седмица на модата е основана през 1958 г. Тя е част от „Големите 4 седмици на модата“ – в Париж, Лондон и Ню Йорк. Ежегодният моден график започва с Ню Йорк, следват седмиците в Лондон и Милано, а завършва в Париж.
Събитието е частично организирано от Camera Nazionale della Moda Italiana (Националната камара на италианската мода) - неправителствена организация, която координира и насърчава развитието на италианската мода и е отговорен за провеждането на модни събития и изложби в Милано.
В събитието се включват водещи модни къщи като Армани, Роберто Кавали, Долче и Габана, Москино, Версаче и т.н., но и показва на нови етикети и млади дизайнери, като AU jour Le jour, Кристиано Бурани, Габриеле Колангело, Марко де Винченцо, Стела Жан, Фаусто Пулизи и т.н.
През април 2015 г., Карло Капаза е назначен за председател на камерите на националната камара на италианската мода.
Седмица на модата в Милано включва повече от 40 ревюта и превръща града в туристическа дестинация и сцена за световния моден дизайн. Събитията се разполагат в местоположения като Палацо Реале и Дворец Сербелони.

## Спорове
През 2014 г. „Грийнпийс“ протестират с искания за „свободна от токсини мода“ с надписи в галерията Виторио Емануеле II. Според Киара Кампионе, активист на „Грийнпийс“ в Италия, демонстрация е с цел „...италианските марки, особено Версаче, защото тя е с високо ниво на опасни химични вещества в своите продукти, и публично да се ангажира да премахне вредните вещества от различните етапи на производството.“